# 2010년 동계 올림픽 뉴질랜드 선수단
2010년 동계 올림픽 뉴질랜드 선수단은 캐나다 밴쿠버에서 개최된 2010년 동계 올림픽에 참가한 올림픽 뉴질랜드 선수단이다.

## 종목별 성적

### 바이애슬론
- 사라 머피

### 쇼트트랙 스피드 스케이팅
남자
| 선수             | 세부 종목  | 예선     | 예선 | 준준결선  | 준준결선  | 준결선    | 준결선    | 결선      | 결선      | 최종 순위 | 최종 순위 |
| 선수             | 세부 종목  | 기록     | 순위 | 기록      | 순위      | 기록      | 순위      | 기록      | 순위      | 최종 순위 | 최종 순위 |
| Blake Skjellerup | 남자 500m  | 42.510   | 3    | 진출 못함 | 진출 못함 | 진출 못함 | 진출 못함 | 진출 못함 | 진출 못함 | 진출 못함 |           |
| Blake Skjellerup | 남자 1000m | 1:27.875 | 2 Q  | 1:27.374  | 4         | 진출 못함 | 진출 못함 | 진출 못함 | 진출 못함 | 진출 못함 |           |
| Blake Skjellerup | 남자 1500m | 2:14.730 | 5    |           |           | 진출 못함 | 진출 못함 | 진출 못함 | 진출 못함 | 진출 못함 |           |

## 스노보드
- 켄달 브라운
- 미치 브라운
- 제임스 해밀턴
- 줄리에인 브레이
- 레베카 싱클레어

## 스켈레톤
- 이앤 로버츠
- 벤 샌드포드
- 타이어닛 스토더드

## 스피드 스케이팅
- 셰인 더빈

## 알파인 스키
- 팀 케이프
- 벤 그리핀

## 크로스컨트리
- 벤 쿤스
- 캐서린 캘더

## 프리스타일 스키
- 미셸 그레이그